# A Baker Street-i vagányok
A Baker Street-i vagányok (eredeti cím: The Irregulars) 2021-es brit bűnügyi drámasorozat, amelyet Tom Bidwell alkotott. A főbb szerepekben McKell David, Thaddea Graham, Jojo Macari, Harrison Osterfield és Darci Shaw látható.
Egyesült Királyságban és Magyarországon 2021. március 16-án mutatta be a Netflix.
2021 májusában egy évad után törölték a sorozatot.

## Ismertető
a viktoriánus London utcáin élő tinédzserek csoportja, a Baker Street-i vagányok, akik John Watson segítségével egyre több természetfeletti bűntényt oldanak meg, miközben Sherlock Holmes-t keresik.

## Szereplők

### Főszereplők
| Szereplők | Színész             | Magyar hang    | Leírás |
| --------- | ------------------- | -------------- | --- |
| Bea       | Thaddea Graham      | Czető Zsanett  | A vagányok vezetője. Önfejű, vad, és védelmezi társait és húgát. |
| Spike     | McKell David        | Molnár Levente | Gyors beszédű sármőr. Acsoportot józan ésszel és humorral tartja össze. |
| Billy     | Jojo Macari         | Ágoston Péter  | A csoport izomzata. Hajlamos a dolgokat fizikai harcokkal rendezni. Beát és Jessie-t a dologházban ismerte meg, amikor még gyerekek voltak.                                                             |
| Leopold   | Harrison Osterfield | Czető Roland   | Herceg, aki vérzékenységben szenved és meglehetősen védett életet élt. Összebarátkozik Beával és a vagányokkal, és csatlakozik hozzájuk a kalandjaik során, leleményességgel és tudással látja el őket. |
| Jessie    | Darci Shaw          | Laudon Andrea  | Bea húga, akinek rémálmai vannak, képes megnézni és megmutatni azoknak az embereknek az emlékeit, akiket megérint.                                                                                      |

### Mellékszereplők
| Szereplők              | Színész            | Magyar hang   | Leírás |
| ---------------------- | ------------------ | ------------- | --- |
| A vászonöltönyös férfi | Clarke Peters      | Papp János    | Az álmaik segítségével lép kapcsolatba a vagányokkal. Azt állítja, hogy Louisianából származik, és azt akarja, hogy a vagányok továbbra is kövessék a bűnözőket, és számoljanak be neki a természetfeletti képességeikről. |
| John Watson            | Royce Pierreson    | Szatory Dávid | Baker Street-i lakos, aki felbéreli Beát és a vagányokat. |
| Daimler                | Edward Hogg        | Takátsy Péter | Leopold inasa. |
| Vic Collins            | Alex Ferns         | Bácskai János | Amunkásotthon bántalmazó felügyelője, ahol néhány vagány volt. |
| Sherlock Holmes        | Henry Lloyd-Hughes | Seder Gábor   | Magánnyomozó, aki jelenleg "korábbi önmagának árnyéka". |
| Alice                  | Eileen O’Higgins   | Mezei Kitty   | Bea és Jessie elhunyt édesanyja |

### Magyar változat
- Magyar szöveg: Vajda Evelin
- Dalszöveg: Nádasi Veronika
- Felvevő hangmérnök: Bokk Tamás
- Hangmérnök: Bogdán Gergő
- Vágó: Kránitz Bence
- Gyártásvezető: Rába Ildikó
- Szinkronrendező: Dobay Brigitta
- Zenei rendező: Posta Victor
- Produkciós vezető: Haramia Judit

A szinkront az SDI Media Hungary készítette.

## Epizódok
| Sor. | Év. | Cím                                                                                                | Rendező           | Író                           | Premier           |
| ---- | --- | -------------------------------------------------------------------------------------------------- | ----------------- | ----------------------------- | ----------------- |
| 1.   | 1.  | Első fejezet: Gorombaság Londonban (Chapter One: An Unkindness in London)                          | Johnny Allan      | Tom Bidwell                   | 2021. március 16. |
| 2.   | 2.  | Második fejezet: A 221B kísértetei (Chapter Two: The Ghosts of 221B)                               | Johnny Allan      | Tom Bidwell                   | 2021. március 16. |
| 3.   | 3.  | Harmadik fejezet: Ipsissimus (Chapter Three: Ipsissimus)                                           | Joss Agnew        | Tom Bidwell                   | 2021. március 16. |
| 4.   | 4.  | Negyedik fejezet: Tű és kés (Chapter Four: Both the Needle and the Knife)                          | Joss Agnew        | Sarah Simmonds és Tom Bidwell | 2021. március 16. |
| 5.   | 5.  | Ötödik fejezet: A szentségtelen művészetek diákjai (Chapter Five: Students of the Unhallowed Arts) | Weronika Tofilska | Tom Bidwell                   | 2021. március 16. |
| 6.   | 6.  | Hatodik fejezet: Hieracium Snowdoniense (Chapter Six: Hieracium Snowdoniense)                      | Weronika Tofilska | Tom Bidwell                   | 2021. március 16. |
| 7.   | 7.  | Hetedik fejezet: Mindent átjár a halál (Chapter Seven: The Ecstasy of Death)                       | Joss Agnew        | Tom Bidwell                   | 2021. március 16. |
| 8.   | 8.  | Nyolcadik fejezet: Az élet szeretete (Chapter Eight: The Ecstasy of Life)                          | Joss Agnew        | Tom Bidwell                   | 2021. március 16. |

## A sorozat készítése
2018. december 20-án jelentették be, hogy a Netflix sorozatot tervez Tom Bidwellel a Baker Street-i vagányok alapján. Tom Bidwell "álmaim projektjeként és legrégebbi ötletemként" jellemezte a műsort, amely más szemszögből mutatja be Sherlock Holmes-t és az vagányok fűződő kapcsolatát.
Bidwell a vezető producer Jude Liknaitzky és Greg Brenman mellett. sorozat rendezői Johnny Allan, Joss Agnew és Weronika Tofilska.

### Forgatás
A forgatás 2019. december elején kezdődött Nantwichban és Dorfold Hallban. 2020 elején Liverpoolban és a Wirral-félszigeten forgattak. A forgatás 2020 januárjában ideiglenesen megszakadt, amikor egy stábtag megsérült a forgatáso. 2020 január vége felé Chesterben forgattak. 2020 márciusában a forgatás Észak-Walesbe költözött.